# Palaeococcus helgesonii
A Palaeococcus helgesonii a Palaeococcus nembe tartozó hipertermofil, anaerob, mikroaerob Archaea faj. Az archeák – ősbaktériumok – egysejtű, sejtmag nélküli prokarióta szervezetek. Egy geotermikus forrásnál él Vulcanon, Olaszországban. Sejtjei gömb alakúak, 0,6-1,5 mikrométer átmérőjűek, a belső membránja és a sejtfala egy citoplazmatikus membránból, egy periplazmatikus térből, és egy vékony elektron sűrű rétegből áll. Több poláris ostora van. Egyedül vagy párban fordul elő. Életben marad 45-80 Celsius-fok között, 5-8 pH tartományban, és 0.5-6 wt% NaCl tartományban. Optimális körülmények között (hőmérséklet 80 Celsius-fok, a pH körülbelül 6,5, és a NaCl wt% 2,8) duplikációs ideje 50 perc. G+C tartalma 42.5 mol.%.